# 7023 Heiankyo
7023 Heiankyo è un asteroide della fascia principale. Scoperto nel 1992, presenta un'orbita caratterizzata da un semiasse maggiore pari a 2,4552747 UA e da un'eccentricità di 0,1361661, inclinata di 7,56763° rispetto all'eclittica.